# Aleksander Mežek
Aleksander Mežek [aleksándər méžək], slovenski pevec, kitarist, tekstopisec, komponist, producent, * 18. november 1948, Ljubljana, Slovenija.

## Življenje in delo
Doma v Žirovnici na Gorenjskem. Sprva se je v glasbeni šoli učil igranja violine, po ogledu filma The Young Ones, v katerem so vodilno vlogo igrali Cliff Richard in njegova skupina The Shadows, pa ga je dokončno očaral rokenrol in takoj je violino zamenjal za kitaro. Že kot najstnik je takrat napisal svojo prvo, še danes zelo poslušano pesem »Krila«.
Njegova kariera se je začela leta 1965 z nastopom v radijski oddaji Pokaži, kaj znaš. Leta 1968 je v Zagrebu srečal svojega idola Cliffa Richarda in pevko njegove spremljevalne skupine The Settlers Cindy Kent, ki ga je povabila v Združeno kraljestvo. Po končani srednji šoli, ki jo je obiskoval na Jesenicah, in odsluženem vojaškem roku je po kratki zaposlitvi v Ljubljani leta 1972 odšel v London, in sicer na ponudbo angleške založbe Word, da za britansko in ameriško tržišče posname avtorski album, ki ga je predstavil tamkajšnji publiki (Days Go By, 1974). Po uspehu njegove prve slovenske male plošče Siva pot leta 1975 je njegova glasbena kariera tekla vzporedno doma in v tujini. Njegov opus zajema več kot 20 samostojnih izdaj v Sloveniji, Združenem kraljestvu, ZDA in drugod po Evropi.
K sodelovanju je uspel pritegniti mnoge pomembne glasbene goste evropskega in svetovnega slovesa. Cliff Richard, Rick Wakeman, Luther Vandross, Londonski simfonični orkester, The Hawkins Family, Pino Paladino, Robbie McIntosh, mednarodno priznani aranžer in dirigent Paul Buckmaster, Judie Tzuke, Dave Goodes – to je samo nekaj glasbenikov, ki so se povabilom k sodelovanju odzvali predvsem zaradi kvalitete Mežkovih skladb, tem pa se pridružujejo tudi slovenski glasbeni gostje: Consortium musicum, Komorni zbor RTV Slovenija, Slovenski oktet, Mladinski pevski zbor RTV Slovenija, vokalno-instrumentalna zasedba Hiša, godalni kvartet Ethnodelia, Rok 'n' Band idr. Vsekakor je treba izpostaviti sodelovanje londonskih simfonikov, ki so k projektu Podarjeno srcu pristopili izključno zaradi kakovosti Mežkovih pesmi, kar je treba razumeti kot posebno čast in priznanje. Tuje goste je pripeljal v Slovenijo in jim tako predstavil njim še nepoznani del Evrope. V izbor pesmi za albume, ki jih izdaja za tuje tržišče, vedno uvrsti vsaj kakšno pesem tudi v slovenščini in tako predstavlja Slovenijo svetu. Kot edini slovenski izvajalec je leta 1995 ob 50-letnici zmage nad fašizmom imel enourni samostojni nastop v londonskem Hyde Parku, kjer je prav tako pel tudi v slovenščini. Na ta način si že desetletja prizadeva za prepoznavnost Slovenije v evropskem prostoru.
Z njim so sodelovali nekateri uveljavljeni slovenski igralci (Milena Zupančič, Sabina Kogovšek, Pavle Ravnohrib, Andrej Nahtigal), in sicer z interpretacijami besedil na albumu Žeronška koreta.
Na pobudo Mira Cerarja iz Olimpijskega komiteja Slovenije sta z Adijem Smolarjem napisala himno za slovensko zvezo Fair Play. 15. julija 2003 je uradno postala evropska himna tega gibanja. Mežek jo je v odlično dodelani inačici posnel v Londonu in izdal na albumu Tracks. Gre za gibanje, ki želi po vsej Evropi razširiti uradno zaprisego športnikov pred vsako športno prireditvijo.
Kot plodovit avtor ne piše samo zase. Njegove pesmi sta posnela celo svetovni legendi popularne glasbe Cliff Richard (npr. »Now You See Me Now You Don't«, »Front Page«, »First Date«) in Jerry Lee Lewis (»55-Chevy«). Glede tega je Mežek gotovo edinstven primer med slovenskimi ustvarjalci popularne glasbe. 	
Novembra 2008 je Aleksander Mežek praznoval šestdeset let in dvainštirideseto leto svoje glasbene kariere. Za to priložnost je posnel dokumentarno-glasbeno televizijsko oddajo Izza zavese. Gre za zaokrožen portret njegovega glasbenega dela v Sloveniji in tujini. Film je oblikoval mlad in uspešen filmski režiser Miha Knific. Zasnovan je kot pogovor med Aleksandrom Mežkom in sirom Cliffom Richardom, v katerem Cliff Richard  spregovori o zgodbi slovenskega ustvarjalca in izvajalca. Oddaja je sestavljena iz dokumentarnega gradiva, arhivskih posnetkov, pogovorov in komentarjev. Dostop do arhivskega materiala za oddajo so med drugimi omogočili RTV Slovenija, BBC, KANAL+, ZDF, Euromedia Productions, HRT in London Wikend Television.
Ob DVD-ju je izšla tudi knjižica, ki vsebuje zapis celotnega enoinpolurnega pogovora s Cliffom Richardom v angleškem in slovenskem jeziku (In conversation: Aleksander Mežek, sir Cliff Richard in conversation / Aleksander Mežek, sir Cliff Richard v pogovoru).
Kmalu za tem je izšla še DVD-izdaja akustičnega koncerta Črno-bele slike in vse barve vmes. Posnetek zajema 16 pesmi, poleg teh pa so na DVD-ju priloženi še štirje videospoti. Akustični koncert je bil organiziran pod okriljem Občine Škofja Loka ob Tednu Evrope (10. maja 2008) na Loškem gradu. V prekrasnem ambientu grajske kapele, ki je tudi sicer reprezentativen srednjeveški kulturnozgodovinski spomenik, je Mežek pripravil odličen izbor iz svojega bogatega ustvarjalnega opusa od začetka svoje kariere do danes.

### Podarjeno srcu
Jeseni 2010 je Aleksander Mežek začel uresničevati svoj široko zastavljeni projekt Podarjeno srcu. Njegov končni cilj je, da ob praznovanju 20. obletnice samostojnosti in neodvisnosti Slovenije državljanom podari  55 000 izvodov jubilejne dvojezične izdaje svoje glasbene zgoščenke Podarjeno srcu in bogato ilustrirano knjižico notnih zapisov z besedili pesmi.
Ideja  za to izdajo izhaja iz več pobud. Na albumu je osem pesmi, ki so posvečene domovini, materi, prijatelju, pesniku, muzikantu, Ljubljani, morju in otroku. Izvaja jih ekipa vrhunskih svetovno priznanih glasbenikov (med njimi Londonski simfonični orkester), nastajale in izšle pa so v času, ko se je rojevala  slovenska država. Izrazito domoljubna naslovna pesem Podarjeno srcu, ki jo mnogi imenujejo kar Slovenija, je bila vključena v slovesen protokol razglasitve samostojnosti slovenske države junija 1991 na Trgu republike v Ljubljani.
Mežek je za ponovno, sedaj digitalno izdajo k sodelovanju povabil več kot 350 osnovnošolcev in srednješolcev iz vse Slovenije, in sicer tiste, ki so bili rojeni v že samostojni Sloveniji. S pomočjo Ministrstva za šolstvo in šport, Pionirskega doma v Ljubljani in mentorjev pedagogov je izvedel zelo uspešne likovne delavnice po slovenskih šolah.
Akad. slikar Andrej Jemec je pripravil izbor ilustracij, ki so bile uporabljene za bogato opremljen ovitek/knjižico nove izdaje Podarjeno srcu (slovenska in angleška verzija). Urad Vlade RS za informiranje jo je priložil januarski številki revije Sinfo in jo v 5000 izvodih distribuiral kot promocijsko gradivo po vsem svetu. Hkrati je bil nekoliko širši izbor likovnih del učencev razstavljen v obliki panojev aprila 2011 na Krakovskem nasipu v Ljubljani, ilustracije pa bodo uporabljene tudi za opremo notne knjižice z besedili. Notne zapise je pripravil aranžer Patrik Greblo.
Mežkovo delo odlikujejo konceptualno zasnovani albumi (motivno, izvedbeno in vizualno) s skrbno izdelano in dovršeno likovno podobo izdelka, kar zaupa priznanim in preizkušenim likovnim ustvarjalcem.
Aleksander Mežek je s svojim dosedanjim obsežnim in kvalitetnim opusom pomembno obogatil ponudbo sodobne (slovenske) popularne glasbe in bistveno pripomogel k njenemu večjemu ugledu in višjemu umetniškemu statusu.

### Družbena angažiranost
- Izumi se (sodelovanje z mladimi v PUM-u v Radovljici)
- Srce na elektriko (protest proti izgradnji akumulacijskega jezera in elektrarne ob zgornjem toku Save Dolinke)
- War in Afrika (odziv na humanitarne probleme v Afriki)
- Invisible Man (odziv na 11. september 2001 v ZDA)
- Jeruzalem (papež v Postojni 1996)

### Navezanost na slovensko literarno in družbenokulturno tradicijo/dediščino
- Trnovo, kraj nesrečnega imena / Je od vesel'ga časa teklo leto (uglasbitev Prešernovega soneta)
- O Vrba! srečna, draga vas domača (uglasbitev Prešernovega soneta)
- Čarovnik Čop (Prešeren ob Čopovi smrti)
- Pesniku (posvečeno Francetu Prešernu)
- Žeronška koreta (album je v celoti posvečen pomembnim osebnostim izpod Stola: Prešernu, Čopu, Finžgarju, Jalnu, Janši)
- Mož prisege

## Izbrana diskografija
Aleksander Mežek je v dobrih štiridesetih letih svojega ustvarjanja izdal več kot 20 samostojnih avtorskih albumov in napisal več sto besedil in melodij.

### Studijski albumi
- Days Go By, 1974 (LP)
- Kje so tiste stezice, 1977 (LP), 1987 (COBISS), 1999 (CD) (COBISS)
- Bittersweet songs, 1978 (LP)
- Grenkosladke pesmi, 1979 (LP) (COBISS)
- Menu, 1980 (LP), 1989 (COBISS)
- Eye Witness, 1981 (LP)
- Ljubav preko žice, 1983 (LP)
- Podarjeno srcu, 1989 (LP), 1998 (CD, CD-ROM) (COBISS)
- Presented To The Heart, 1990 (LP)
- Svetle kaplje, 1994 (CD) (COBISS)
- Legende, 1996 (CD – predelava uspešnic rokabilija) (COBISS)
- Od cveta do cveta, 1997 (CD) (COBISS)
- Krila,  1998 (CD) (COBISS)
- Sopotja, 2001 (CD) (COBISS)
- Tracks, 2003 (CD) (COBISS)
- Žeronška koreta, 2005 (CD) (COBISS)
- Tečem skozi čas, 2007 (CD – v avtorskem sodelovanju z Janom Tomazinom) (COBISS)
- IN, 2010 (CD)
- Podarjeno srcu, [London]: Eye Witness Music: NeDelo, cop. 2011 ([Ljubljana]: Racman Avs). CD-plošča je izšla kot priloga časopisa NeDelo. Glasbeni gostje: Sir Cliff Richard, Luther Vandross, Lynette Hawkins, itd. (COBISS) Arhivirano 2016-03-04 na Wayback Machine.

### Albumi v živo
- Luči v naselju, 1995 (CD)
- Pred vašimi očmi, 1999 (CD, DVD – posnetki s koncerta ob 50. rojstnem dnevu A. Mežka, sodelujejo najpomembnejši slovenski kantavtorji) (COBISS), (COBISS)
- Črno-bele slike in vse barve vmes, 2009  (DVD – posnetek akustičnega koncerta na Loškem gradu maja 2008) (COBISS)
- Ljubljana po Londonu, 2013 (CD, DVD) (COBISS)

### Kompilacijski album
- Siva pot..., 1991 (CD) (COBISS), (COBISS)

### Singli
- »Siva pot«, 1975
- »Vremenska napoved«, 1976
- »Zopet doma«, 1977
- »Izgubljen v plesu«, 1978
- »Isti fluid«, 1983
- »Ne dodiruj me (padaj name kao prah)«, 1984
- »To a Friend«, 1991
- »Anyone Can Walk Away«, 1992
- »Temptation«, 1992

## Vizualno in tekstovno gradivo
- From behind the curtain = Izza zavese, videoposnetek: Aleksander Mežek and Sir Cliff Richard in conversation = v pogovoru. VB: Mezek Management Ltd, 2008 (75-minutna dokumentarna oddaja ob Mežkovi šestdesetletnici). (COBISS)
- In conversation: Aleksander Mežek, sir Cliff Richard in conversation / Aleksander Mežek, sir Cliff Richard v pogovoru. Vsebuje tudi slovenski prevod, tiskan z druge strani knjige: V pogovoru. Prevod Aleksander Mežek. VB: Mezek Management Ltd, 2008. (COBISS)

## Videogradivo/videospoti
Bogat nabor videospotov je dosegljiv na Mežkovi spletni strani in na portalu YouTube (gl. Zunanje povezave).
Videospote so režirali: Miha Knific, Simon Obleščak...

## Nastopi na glasbenih festivalih

### Prvi glas Gorenjske
- 1972[2]

### Slovenska popevka
- 1977: »Zopet doma« (A. Mežek / A. Mežek / D. Cooke), v alternaciji s Petrom Doylom – nagrada za skladatelja debitanta
- 1979: »Ko sem imel 16 let« (A. Mežek / A. Mežek), v alternaciji z Danny Street
- 1998 (predtekmovanje): »Bodi z menoj« (A. Mežek / A. Mežek / J. Golob)

### Pop delavnica
- 1984 (predtekmovanje): »Kamelija« (A. Mežek)

### Melodije morja in sonca
- 1985: »Budi spremna« (A. Mežek / A. Mežek, K. Kovač / A. Mežek) – nagrada za najboljšo priredbo
- 1996: »Srebrni prah« (A. Mežek)
- 1997: »Naša ladja« (A. Mežek)

### Festival slovenske domoljubne pesmi Mati Domovina
- 2012: »Podarjeno srcu« (A. Mežek)
- 2015: »Podarjeno srcu« (A. Mežek)

## Izbor uspešnic
- »Ajda pa znova cveti«
- »Čarovnik Čop«
- »Fair Play«
- »Jeruzalem«
- »Jok na dežju«
- »Julija« (posneli so jo še Tanja Ribič, Peter Januš, Alenka Godec, Eroika)
- »Krila«
- »Ljubljanske ceste«
- »Miklova Zala«
- »Podarjeno srcu« (»Slovenija«; predvajana ob slovesni razglasitvi slovenske samostojnosti junija 1991)
- »Prijatelju«
- »Siva pot«
- »Stric Trebušnik«
- »Sveče prižgane«
- »Tečem skozi čas«
- »Trnovo, kraj nesrečnega imena«
- »Tu sem doma«
- »Vremenska napoved«

## Nominacije, priznanja

### Nominacije
Trikrat je bil nominiran za Ježkovo nagrado (2005, 2006, 2008).

### Priznanja
S svojimi dobrodelnimi prispevki dokazuje, da je tudi človek dobrega srca. Pogosto sodeluje na prireditvah, katerih izkupiček gre v dobrodelne namene. Njegova prizadevanja za pomoč drugim so pritegnila pozornost revije Naša žena, ki ga je leta 2002 izbrala za dobrotnika leta.

## Zanimivosti
- Prve črke zaporednih verzov v pesmi Ajda pa znova cveti sestavljajo posvetilo (akrostih), in sicer Andrej Šifrer in Kocjanova (ulica, kjer je Šifrer takrat živel).
- Prvi Mežkov menedžer v Sloveniji je bil Andrej Šifrer.
- Leta 1973 je nastopil pred koncertom Johnnyja Casha v Earl's Court Areni pred 30.000 ljudmi.
- Prva Mežkova izdaja (plošča) je bila kompilacija z Johnnyjem Cashem, June Carter in Cliffom Richardom.
- Že kmalu po prihodu v London je snemal v slavnem Abbey Road studiu, kjer so sicer snemali The Beatles, Cliff Richard, Pink Floyd idr.
- Pri snemanju pesmi »Siva pot« je sodelovala ista glasbena zasedba kot pri »Take Me Home Country Roads« v izvedbi Olivije Newton John.
- John Denver, avtor te pesmi, je Mežku dal izrecno dovoljenje, da se podpisuje kot soavtor.
- Nastopil je v TV-oddaji Cliffa Richarda in kasneje s Cliffom Richardom v nemški oddaji Wetten, dass..?, obe sta imeli večmilijonsko gledanost.
- Leta 1983 je kot eden izmed gostov nastopil na Greenbelt festivalu v Knebworth Parku v Angliji. Dogajanje je sam na kratko opisal z besedami: »... 25–30000 ljudi in z mano so zapeli Bittersweet Song, ki je takrat izšla, ves Knebworth je zapel, bil sem šokiran, da so poznali pesem.«
- Leta 1987 je Mežek kot gost nastopil na evropski turneji Cliffa Richarda tudi v Ljubljani.
- Ob svojem petdesetem rojstnem dnevu je v rodni Žirovnici pripravil koncert, na katerem so nastopili najpomembnejši slovenski kantavtorji (Janez Bončina-Benč, Tomaž Domicelj, Peter Lovšin, Tomaž Pengov, Zoran Predin, Adi Smolar, Andrej Šifrer) z izvedbami njegovih skladb.

### Filmsko gradivo
- 2008. From behind the curtain = Izza zavese, dokumentarni film : Aleksander Mežek and Sir Cliff Richard in converstaion = v pogovoru. Velika Britanija: Mezek Management LTD.

### Monografske publikacije
- 1999. Drago Bajt: Slovenski kdo je kdo Ljubljana, Nova revija, 1999 (COBISS)
- 2006. Franc Križnar: Aleksander Mežek. Portreti gorenjskih glasbenikov. Maribor: Institut glasbenoinformacijskih znanosti pri Centru za interdisciplinarne in multidisciplinarne raziskave in študije Univerze v Mariboru, 2006.
- 2008. In conversation : Aleksander Mežek, sir Cliff Richard in conversation / Aleksander Mežek, sir Cliff Richard v pogovoru. Velika Britanija: Mezek Management LTD, 2008.
- 2008. Osebnosti : veliki slovenski biografski leksikon. Ljubljana: MK, 2008, 2. knjiga, str. 699–700.

### Članki
- 1989. Manfred Meršnik: Od srca za mnoga srca : Kako bodo za Slovenci doma in širom po svetu sprejeli ta zanimivi projekt še tujci? Večer, 12. september 1989, str. 8.
- 1990. Ladislav Lesar: Aleksander Mežek: Podarjeno srcu in domovini. Nedeljski dnevnik, 3. junija 1990, str. 5.
- 1990. Tomaž Kunstelj: Aleksander Mežek : Pogovor ob izidu albuma Podarjeno srcu. Ognjišče, XXVI, januar 1990. str. 47–49.
- 1991. Luj Šprohar: Z Aleksandrom Mežkom pri Trnovskem zvonu. Stop, 31. oktober 1991.
- 1993. Peter Lovšin: Aleksander Mežek (Stopov magnetofon). Stop, XXVL, št. 26/1993, str. 10–11.
- 1995. Peter Lovšin: Sašo Mežek (Kratko in jedrnato). Stop, 19. maj 1995, str. 62.
- 1995. Peter Lovšin: Legende na pohodu : Rockabily Mežek. Stop, XXVII, št. 43/1995, str. 62–63.
- 1997. Sonja Javornik: Aleksander Mežek : Na krilih. Stop, 5. december 1995, str. 65.
- 1997. Brane B. Kastelic: V London namesto v železarno : Aleksander Mežek. Antena, XXXII/46, 18. november 1997, str. 4–6.
- 1997. Igor Kavčič  : Slovenija je moja mati, Anglija moja prijateljica : Aleksander Mežek – glasbenik med Žirovnico in Londonom. Gorenjski glas, 50, št. 25 (28. III. 1997), str. 12–13.
- 1998. Aleksander Mežek : Intervju ob petdesetletnici. Stop, XXX/48, 26, novembra 1998.
- 1998. Sonja Javornik: Aleksander Mežek : »Nikoli nisem pozabil, kje je meja!« (Portret). Stop, 31, št. 48 (26. XI. 1998), str. 10–11.
- 1999. Simona Kolar: Kam se ta reka steče. 7D, leto 27, št. 26 (1. jul. 1999), str. 20–21.
- 1999. Aida R. Kurtović: »Kantavtorji smo originali, vse drugo je pač le kopija.« : pogovor z glasbenikom Aleksandrom Mežkom. Slovenske novice, leto 9, št. 293 (17. dec. 1999), str. 14.
- 2000. Katarina Tolar: Koncert za sladokusce : Aleksander Mežek in Hiša v Železnikih. Gorenjski glas, 27. oktobra 2000.
- 2000. Špela Žabkar: Kantavtorji postavili mejnik : Aleksander Mežek pri petdesetih. Gorenjski glas, 53, št. 4 (14. jan. 2000), str. 26.
- 2000. Ognjen Tvrtković: Koncert Neiztrohnjeno srce, Gallusova dvorana CD, 19. 9. 2000. Delo, 21. september 2000.
- 2001. Asja Matjaž: Najlepše pesmi piše življenje samo : Aleksander Mežek med Slovenijo in Anglijo. Večer, 28. junija 2001, str. 32.
- 2002. Saša Verčič: 8. evropski kongres fair playa. Šport mladih, november 2002, str. 12.
- 2003. Igor Kavčič: Sledi, ki so nove poti : Aleksander Mežek, glasbenik med Londonom in Žirovnico. TV okno, št. 22, 6.–12. junija 2003, str. 8–9.
- 2004. Mežek Aleksander Sašo : kmalu med nami v Argentini. Svobodna Slovenija, letn. 63, št. 10 (2004), str. 3.
- 2004. Veronika Godec: Imate ponos slovenskega naroda ... : razgovor z Aleksandrom Mežkom. Svobodna Slovenija, letn. 63, št. 16 (2004), str. 4.
- 2004. Aleksander Mežek v živo : [gostovanje v San Martinu]. Svobodna Slovenija, letn. 63, št. 17 (2004), str. 3.
- 2004. Mežek Aleksander : Srečanje mladcev in mladenk. Svobodna Slovenija, letn. 63, št. 19 (2004), str. 3.
- 2005. Igor Kavčič: Siva pot na koščke : Aleksander Mežek, glasbenik. Gorenjski glas (Kultura –Razgledi), 27. maj 2005, str. 19.
- 2005. Igor Kavčič: Mežkova tanova kašarska. Gorenjski glas (Glasba), 10. junij 2005, str. 1–2.
- 2007. Igor Kavčič: Kot se vidi zgoraj. Gorenjski glas (Razvedrilo), 21. september 2007, str. 1–2.
- 2007. Tjaša Platovšek: Aleksander Mežek teče skozi čas. Žurnal24, 30. september 2007.
- 2007. Katarina Tolar: Aleksander Mežek : »Vedno gledam gor in si želim imeti krila«. Ona, 9/48 (11. december 2007), str. 10–13.
- 2007. Zdenko Matoz: Mežkov tek skozi čas. Aleksander Mežek danes v ljubljanski Festivalni dvorani. Delo, 22. septembra 2007, str.18.
- 2008. Katarina Tolar: Koncert Aleksandra Mežka v Zavodu sv. Stanislava. Družina, št. 7/2008 (17. februar 2008).
- 2008. M. A. K.: Razkošje glasbe, besed in podob : Aleksander Mežek je s svojim dobri dve uri dolgim koncertom suvereno prepričal publiko. Sončna pesem, letnik 24, marec 2008, str. 28–29.
- 2008. Irena Pirman: Glasba, podarjena srcu. Aleksander Mežek. Lady (Biografije), 10. december 2008.
- 2010. Urša Krišej Grubar: Hotel sem živeti. Jana, letnik XXXVII, št. 11 (26. 3. 2010), str. 7–9.

### Internet
- Aleš Podbrežnik: Tečem skozi čas, recenzija albuma, september 2007
- Aleš Podbrežnik: Tečem skozi čas, ocena koncerta, september 2007

### Drugo
- 2006, 2007, 2008. Besedila nominacij za nagrado F. M. Ježka, zasebna last.
- Ovitki albumov (diskografija).